# Amanda Weir
Amanda Jo Weir (Davenport (Iowa), 11 maart 1986) is een Amerikaanse zwemster. Ze vertegenwoordigde haar vaderland op de Olympische Zomerspelen 2004 in Athene, op de Olympische Zomerspelen 2012 in Londen en op de Olympische Zomerspelen 2016 in Rio de Janeiro.

## Carrière
Bij haar internationale debuut, op de Pan-Amerikaanse Spelen 2003 in Santo Domingo, sleepte Weir samen met Christina Swindle, Colleen Lanné en Courtney Shealy de gouden medaille in de wacht op de 4x100 meter vrije slag, op de 4x100 meter wisselslag legde ze samen met Diana MacManus, Staciana Stitts en Dana Vollmer beslag op de gouden medaille.
Tijdens de Olympische Zomerspelen van 2004 in Athene veroverde Weir samen met Kara Lynn Joyce, Natalie Coughlin en Jenny Thompson de zilveren medaille op de 4x100 meter vrije slag. Op de 4x100 meter wisselslag zwom ze samen met Haley Cope, Tara Kirk en Rachel Komisarz in de series, in de finale sleepten Natalie Coughlin, Amanda Beard, Jenny Thompson en Kara Lynn Joyce de zilveren medaille in de wacht. Voor haar inspanningen in de series werd Weir beloond met een zilveren medaille. In Indianapolis nam de Amerikaanse deel aan de wereldkampioenschappen kortebaanzwemmen 2010, op dit toernooi legde ze samen met Kara Lynn Joyce, Lindsay Benko en Jenny Thompson beslag op de wereldtitel op de 4x100 meter vrije slag. Op de 4x100 meter wisselslag vormde ze samen met Margaret Hoelzer, Amanda Beard en Mary DeScenza een team in de series, in de finale veroverden Haley Cope, Tara Kirk, Jenny Thompson en Kara Lynn Joyce de zilveren medaille. Voor haar aandeel in de series ontving ze eveneens de zilveren medaille.

### 2005-2008
Op de wereldkampioenschappen zwemmen 2005 in Montreal eindigde Weir als vierde op de 100 meter vrije slag, op de 50 meter vrije slag strandde ze in de series. Samen met Natalie Coughlin, Jessica Hardy en Rachel Komisarz sleepte ze de zilveren medaille in de wacht op de 4x100 meter wisselslag, op de 4x100 meter vrije slag legde ze samen met Natalie Coughlin, Kara Lynn Joyce en Lacey Nymeyer beslag op de bronzen medaille.
Tijdens de wereldkampioenschappen kortebaanzwemmen 2006 in Shanghai eindigde de Amerikaanse als zevende op de 100 meter vrije slag, op de 50 meter vrije slag werd ze uitgeschakeld in de series. Samen met Kate Ziegler, Rachel Komisarz en Kaitlin Sandeno veroverde ze de bronzen medaille op de 4x200 meter vrije slag, op de 4x100 meter vrije slag eindigde ze samen met Maritz Correia, Margaret Hoelzer en Mary DeScenza op de vierde plaats. Samen met Mary DeScenza, Jessica Hardy en Elaine Breeden zwom ze in de series van de 4x100 meter wisselslag, in de finale sleepten Margaret Hoelzer, Tara Kirk, Rachel Komisarz en Maritza Correia de zilveren medaille in de wacht. Voor haar inspanningen in de series ontving ze de zilveren medaille. In Victoria nam Weir deel aan de Pan-Pacifische kampioenschappen zwemmen 2006]. Op dit toernooi legde ze, op de 100 meter vrije slag, beslag op de zilveren medaille, daarnaast eindigde ze als negende op de 50 meter vrije slag en strandde ze in de series van de 200 meter vrije slag. Op de 4x100 meter vrije slag veroverde ze samen met Natalie Coughlin, Kara Lynn Joyce en Lacey Nymeyer de gouden medaille, samen met Natalie Coughlin, Jessica Hardy en Rachel Komisarz sleepte ze de gouden medaille in de wacht op de 4x100 meter wisselslag.
Op de wereldkampioenschappen zwemmen 2007 in Melbourne werd ze uitgeschakeld in de halve finales van de 100 meter vrije slag, op de 4x100 meter vrije slag legde ze samen met Natalie Coughlin, Lacey Nymeyer en Kara Lynn Joyce beslag op de zilveren medaille. Samen met Margaret Hoelzer, Kara Lynn Joyce en Lacey Nymeyer zwom ze in de series van de 4x200 meter vrije slag, in de finale veroverde Nymeyer samen met Natalie Coughlin, Dana Vollmer en Katie Hoff de wereldtitel. Op de 4x100 meter wisselslag vormde ze samen met Leila Vaziri, Jessica Hardy en Dana Vollmer een team in de series, in de finale sleepten Natalie Coughlin, Tara Kirk, Rachel Komisarz en Lacey Nymeyer de zilveren medaille in de wacht. Voor haar aandeel in de series van beide estafettes werd Weir beloond met een gouden en een zilveren medaille.
Bij de Amerikaanse Olympische trials 2008 in Omaha (Nebraska) wist Weir zich niet te kwalificeren voor de Olympische Zomerspelen 2008 in Peking.

### 2009-2012
In Rome nam de Amerikaanse deel aan de wereldkampioenschappen zwemmen 2009, op dit toernooi eindigde ze als vierde op de 100 meter vrije slag en als zevende op de 50 meter vrije slag. Samen met Dara Torres, Christine Magnuson en Dana Vollmer eindigde ze als vierde op de 4x100 meter vrije slag.
Tijdens de Pan-Pacifische kampioenschappen zwemmen 2010 in Irvine legde Weir, op de 50 meter vrije slag, beslag op de zilveren medaille, op de 100 meter vrije slag strandde ze in de series. Op de 4x100 meter vrije slag veroverde ze samen met Natalie Coughlin, Jessica Hardy en Dana Vollmer de gouden medaille. Op de wereldkampioenschappen kortebaanzwemmen 2010 in Dubai werd ze uitgeschakeld in de halve finales van de 50 meter vrije slag. Samen met Kara Lynn Joyce, Katie Hoff en Jessica Hardy zwom ze in de series van de 4x100 meter vrije slag, in de finale sleepten Hoff en Hardy samen met Natalie Coughlin en Dana Vollmer de zilveren medaille in de wacht. Op de 4x100 meter wisselslag vormde ze samen met Missy Franklin, Jessica Hardy en Christine Magnuson een team in de series, in de finale legde Hardy samen met Natalie Coughlin, Rebecca Soni en Dana Vollmer beslag op de zilveren medaille. Voor haar inspanningen in de series van beide estafettes ontving ze twee zilveren medailles.
In Shanghai nam Weir deel aan de wereldkampioenschappen zwemmen 2011, op dit toernooi strandde ze in de halve finales van de 50 meter vrije slag. Samen met Elizabeth Pelton, Rebecca Soni en Christine Magnuson zwom ze in de series van de 4x100 meter wisselslag, in de finale veroverde Soni samen met Natalie Coughlin, Dana Vollmer en Missy Franklin de wereldtitel. Op de 4x100 meter vrije slag vormde ze samen met Missy Franklin, Kara Lynn Joyce en Jessica Hardy een team in de series, in de finale sleepten Franklin en Hardy samen met Natalie Coughlin en Dana Vollmer de zilveren medaille in de wacht. Voor haar aandeel in beide estafettes ontving Weir een gouden en een zilveren medaille.
Tijdens de Olympische Zomerspelen van 2012 in Londen zwom de Amerikaanse samen met Lia Neal, Natalie Coughlin en Allison Schmitt in de series van de 4x100 meter vrije slag, in de finale veroverden Neal en Schmitt samen met Missy Franklin en Jessica Hardy de bronzen medaille. Voor haar aandeel in de series werd Weir beloond met de bronzen medaille.

### 2014-heden
Op de wereldkampioenschappen kortebaanzwemmen 2014 in Doha zwom Weir samen met Abbey Weitzeil, Amy Bilquist en Kathleen Baker in de series van de 4x50 meter vrije slag, in de finale veroverden Weitzeil en Bilquist samen met Madison Kennedy en Natalie Coughlin de zilveren medaille. Op de 4x100 meter vrije slag zwom ze samen met Natalie Coughlin, Amy Bilquist en Madison Kennedy in de series, in de finale sleepten Coughlin en Kennedy samen met Abbey Weitzeil en Shannon Vreeland de zilveren medaille. Samen met Felicia Lee, Emma Reaney en Claire Donahue zwom ze in de series van de 4x50 meter wisselslag, in de finale legden Lee, Reaney en Donahue samen met Natalie Coughlin beslag op de zilveren medaille. Voor haar inspanningen in de series van alle drie de estafettes ontving Weir drie zilveren medailles. Op de 4x100 meter wisselslag werd ze samen met Kathleen Baker, Caitlin Leverenz en Claire Donahue uitgeschakeld in de series.
In Toronto nam de Amerikaanse deel aan de Pan-Amerikaanse Spelen 2015. Op dit toernooi eindigde ze als achtste op de 100 meter vrije slag. Samen met Allison Schmitt, Madison Kennedy en Natalie Coughlin veroverde ze de zilveren medaille op de 4x100 meter vrije slag. Op de 4x200 meter vrije slag zwom ze samen met Courtney Harnish, Kylie Stewart en Gillian Ryan in de series, in de finale sleepten Harnish en Ryan samen met Kiera Janzen en Allison Schmitt de gouden medaille in de wacht. Voor haar aandeel in de series werd Weir beloond met de gouden medaille.
Tijdens de Olympische Zomerspelen van 2016 in Rio de Janeiro zwom Weir samen met Lia Neal, Allison Schmitt en Katie Ledecky in de series van de 4x100 meter vrije slag, in de finale legde Ledecky samen met Simone Manuel, Abbey Weitzeil en Dana Vollmer beslag op de zilveren medaille. Voor haar inspanningen in de series ontving Weir eveneens de zilveren medaille.

## Internationale toernooien
| Jaar | Olympische Spelen                                                 | WK langebaan | WK kortebaan | PanPacs                                                                                             | Pan-Ams                                                                                |
| ---- | ----------------------------------------------------------------- | --- | --- | --------------------------------------------------------------------------------------------------- | -------------------------------------------------------------------------------------- |
| 2003 |                                                                   | geen deelname | | | 4x100m vrije slag · 4x100m wisselslag                                                  |
| 2004 | 4x100m vrije slag · 4x100m wisselslag · Weir zwom enkel de series | | 4x100m vrije slag · 4x100m wisselslag · Weir zwom enkel de series                                                                                                  | |                                                                                        |
| 2005 |                                                                   | 10e 50m vrije slag · 4e 100m vrije slag · 4x100m vrije slag · 4x100m wisselslag                                                         | | |                                                                                        |
| 2006 |                                                                   | | 9e 50m vrije slag · 7e 100m vrije slag · 4e 4x100m vrije slag · 4x200m vrije slag · 4x100m wisselslag · Weir zwom enkel de series                                  | 9e 50m vrije slag · 100m vrije slag · serie 200m vrije slag · 4x100m vrije slag · 4x100m wisselslag |                                                                                        |
| 2007 |                                                                   | 15e 100m vrije slag · 4x100m vrije slag · 4x200m vrije slag · Weir zwom enkel de series · 4x100m wisselslag · Weir zwom enkel de series | | | geen deelname                                                                          |
| 2008 | geen deelname                                                     | | geen deelname | |                                                                                        |
| 2009 |                                                                   | 7e 50m vrije slag 4e 100m vrije slag 4e 4x100m vrije slag                                                                               | | |                                                                                        |
| 2010 |                                                                   | | 12e 50m vrije slag · 4x100m vrije slag · Weir zwom enkel de series · 4x100m wisselslag · Weir zwom enkel de series                                                 | 50m vrije slag · serie 100m vrije slag · 4x100m vrije slag                                          |                                                                                        |
| 2011 |                                                                   | 11e 50m vrije slag · 4x100m vrije slag · Weir zwom enkel de series · 4x100m wisselslag · Weir zwom enkel de series                      | | | geen deelname                                                                          |
| 2012 | 4x100m vrije slag · Weir zwom enkel de series                     | | geen deelname | |                                                                                        |
| 2013 |                                                                   | geen deelname | | |                                                                                        |
| 2014 |                                                                   | | 4x50m vrije slag · Weir zwom enkel de series · 4x100m vrije slag · Weir zwom enkel de series · 4x50m wisselslag · Weir zwom enkel de series · 9e 4x100m wisselslag | geen deelname                                                                                       |                                                                                        |
| 2015 |                                                                   | geen deelname | | | 8e 100m vrije slag · 4x100m vrije slag · 4x200m vrije slag · Weir zwom enkel de series |
| 2016 | 4x100m vrije slag · Weir zwom enkel de series                     | | 6-11 december | |                                                                                        |

## Persoonlijke records
(Bijgewerkt tot en met 16 december 2011)
Kortebaan
| Afstand         | Tijd  | Datum            | Plaats     |
| --------------- | ----- | ---------------- | ---------- |
| 50m vrije slag  | 24,30 | 19 december 2009 | Manchester |
| 100m vrije slag | 53,12 | 16 december 2011 | Atlanta    |

Langebaan
| Afstand         | Tijd    | Datum           | Plaats |
| --------------- | ------- | --------------- | ------ |
| 50m vrije slag  | 24,23   | 2 augustus 2009 | Rome   |
| 100m vrije slag | 53,02   | 30 juli 2009    | Rome   |
| 200m vrije slag | 1.58,56 | 2 augustus 2006 | Irvine |